# Folmer Bonnén
Folmer Bonnén (født 17. februar 1885 i Randers, død 10. oktober 1960 i København) var en dansk maler. Han var elev af Kristian Zahrtmann, der påvirkede ham meget og tildelte ham sit legat efter en omdiskuteret udstilling med De Tretten 1909. Bonnén oprettede selv en skole, hvor han bl.a. uddannede Maggi Baaring, Hans Scherfig og Frederik Bramming. De tre viser, at Bonnén lod sine elever udvikle sig efter deres talent og ikke efter hans diktat.
Studierejser i Europa og hæder fra Tyskland øgede hans interesse for det ideale ariske menneske.
Den 1. april 1940 meldte han sig ind i nazipartiet og to måneder efter fulgte hans hustru Margrethe ham. Han var kortvarigt medlem, men fortsatte med at skrive for Dagbladet Fædrelandet.
I august 1945 blev han indsat i Vestre Fængsel efter en anmeldelse for stikkeri. Her sad han i tre måneder, hvorefter han blev frikendt. Fængslingen tog hårdt på ham og malerskolen lukkede. Han blev boende i Stormgade til sin død, men store dele af resten af hans liv blev tilbragt i Sverige, hvor han og Margrethe byggede et sommerhus på Torpön ved Sommensøen i Östergötland i Sverige. Han malede motiver derfra i olie, gerne på bestilling.